# Soulaucourt-sur-Mouzon
Soulaucourt-sur-Mouzon är en kommun i departementet Haute-Marne i regionen Grand Est (tidigare regionen Champagne-Ardenne) i nordöstra Frankrike. Kommunen ligger i kantonen Bourmont som tillhör arrondissementet Chaumont. År 2022 hade Soulaucourt-sur-Mouzon 98 invånare.

## Befolkningsutveckling
Antalet invånare i kommunen Soulaucourt-sur-Mouzon
| Referens: INSEE |